# Liste der Einträge im National Register of Historic Places im Barry County (Missouri)

Lage des Barry Countys in Missouri

Die Liste der Einträge im National Register of Historic Places im Barry County in Missouri führt die Bauwerke und historischen Stätten im Barry County auf, die in das National Register of Historic Places aufgenommen wurden.

## Legende
| NRHP | Historic Place    |
| HD   | Historic District |

## Aktuelle Einträge
| [ 3 ] | Name                                                                                            | Bild                                     | Eintragsdatum        | Lage                                                                               | Ort            | Beschreibung |
| ----- | ----------------------------------------------------------------------------------------------- | ---------------------------------------- | -------------------- | ---------------------------------------------------------------------------------- | -------------- | ------------ |
| 1     | Camp Smokey/Company 1713 Historic District                                                      |                                          | 1985 ID-Nr. 85000513 | Abseits der Park Road 36° 34′ 43″ N, 93° 49′ 30″ W                                 | Cassville      |              |
| 2     | Cassville Ranger Station Historic District                                                      |                                          | 2003 ID-Nr. 03000716 | MO 248 36° 40′ 23″ N, 93° 51′ 32″ W                                                | Cassville      |              |
| 3     | David W. Courdin House                                                                          |                                          | 1971 ID-Nr. 71000460 | Rund 3,5 km südöstlich von Monett 36° 54′ 1″ N, 93° 54′ 26″ W                      | Monett         |              |
| 4     | Natural Bridge Archeological Site                                                               |                                          | 1972 ID-Nr. 72000704 | Adresse nicht veröffentlicht                                                       | Cassville      |              |
| 5     | Roaring River State Park Bath House                                                             |                                          | 1985 ID-Nr. 85000500 | Abseits der Park Road 36° 34′ 46″ N, 93° 49′ 49″ W                                 | Cassville      |              |
| 6     | Roaring River State Park Dam/Spillway                                                           | Roaring River State Park Dam/Spillway    | 1985 ID-Nr. 85000518 | Abseits der Park Road 36° 35′ 29″ N, 93° 50′ 0″ W                                  | Cassville      |              |
| 7     | Roaring River State Park Deer Leap Trail                                                        | Roaring River State Park Deer Leap Trail | 1985 ID-Nr. 85000513 | Abseits der Park Road 36° 35′ 30″ N, 93° 49′ 56″ W                                 | Cassville      |              |
| 8     | Roaring River State Park Honeymoon Cabin                                                        |                                          | 1985 ID-Nr. 85000513 | Abseits der Park Road 36° 34′ 48″ N, 93° 49′ 48″ W                                 | Cassville      |              |
| 9     | Roaring River State Park Hotel                                                                  |                                          | 1985 ID-Nr. 85000500 | Abseits der Park Road 36° 35′ 25″ N, 93° 50′ 2″ W                                  | Cassville      |              |
| 10    | Roaring River State Park Shelter Kitchen No. 2 and Rest Room                                    |                                          | 1985 ID-Nr. 85000513 | Abseits der Park Road 36° 35′ 1″ N, 93° 50′ 7″ W                                   | Cassville      |              |
| 11    | Southwest Missouri Prehistoric Rock Shelter and Cave Sites Discontiguous Archeological District |                                          | 1991 ID-Nr. 91002046 | Adresse nicht veröffentlicht                                                       | Cato           |              |
| 12    | Tom Town Historic District                                                                      |                                          | 1989 ID-Nr. 89002126 | Abseits der County Road VV südlich von Pleasant Ridge 36° 52′ 12″ N, 93° 48′ 35″ W | Pleasant Ridge |              |
| 13    | Waldensian Church and Cemetery of Stone Prairie                                                 |                                          | 1985 ID-Nr. 85000100 | Fr 1080 36° 53′ 48″ N, 93° 55′ 7″ W                                                | Monett         |              |
| 14    | Wheaton Missouri and North Arkansas Railroad Depot                                              |                                          | 2000 ID-Nr. 00000085 | Main Street Ecke Barnett Street 36° 45′ 48″ N, 94° 3′ 15″ W                        | Wheaton        |              |